# Offshore-ekonomi
För andra betydelser, se Offshore.
Offshore-ekonomier (engelska offshore financial centre, OFC), även kallade skatteparadis, är finanscentra, vars affärsidé är att locka till sig företags kapitalhantering genom långtgående förmåner. Termen används av Internationella Valutafonden (IMF) som årligen rankar dessa centras samarbetsvilja. IMF:s definition av offshore-ekonomier är att de "tillhandahåller låg eller ingen beskattning; återhållsam eller obefintlig reglering av finansmarknaden; banksekretess med möjlighet till anonymitet".

## Exempel
Dessa centra utgörs framförallt av mikrostater och självstyrande avhängiga territorier. Schweiz och Luxemburg har på senare år plockats bort från listan.[förklaring behövs] Ett sådant exempel är ön Jersey i Engelska kanalen, vars förutsättningar för annat näringsliv små. 
Schweiz omnämns ofta i sammanhanget, eftersom en omfattande banksekretess har gjort landet attraktivt för skatteflyktingar. Den finansiella sektorn i Schweiz är en viktig del av landets ekonomi.

## Kritik
Offshore-ekonomierna brukar ibland anklagas av sina kritiker för att främja skatteflykt och för att underlätta penningtvätt (och annan ekonomisk brottslighet) samt korruption. OECD har sedan 1996 arbetat för att få bort skattekonkurrensen som skatteparadisen medför. Man har identifierat 47 skatteparadis. Det har enligt det svenska Skatteverket gjorts beräkningar på hur stor den samlade privata förmögenheten som har placerats i skatteparadis är. Det hävdas att beloppet motsvarar en tiondel av de samlade globala kapitaltillgångarna.[källa behövs]
Sedan de så kallade ”11 september-attackerna” 2001 har OECD, G20, Global forum, Europeiska unionen och Nordiska ministerrådet varit ledande i arbetet att få till stånd informationsutbytesavtal med skatteparadisen. Det angivna syftet är att försvåra möjligheterna att finansiera terroristorganisationer..

## Offshore-ekonomier enligt IMF 2007
- Andorra
- Anguilla
- Aruba
- Bahamas
- Belize
- Bermuda
- Brittiska Jungfruöarna
- Caymanöarna
- Cooköarna
- Cypern
- Gibraltar
- Guernsey
- Isle of Man
- Jersey
- Liechtenstein
- Macao
- Malaysia
- Monaco
- Montserrat
- Nederländska Antillerna
- Palau
- Panama
- Samoa
- Seychellerna
- Turks- och Caicosöarna
- Vanuatu

## Lista på skatteparadis och länder med ekonomisk sekretess
Listan är uppbyggd år 2013 av Tax Justice Network, som är en obunden organisation som studerar världsekonomin från synvinkeln att få till stånd rättfärdigare skattesystem i världen. Ju högre FCI (Financial Secrecy Index, finansiellt sekretessindextal) desto större påverkan i världsekonomin i bemärkelsen av möjlighet till skattefusk eller hemlighållen ekonomi.

- 1. Schweiz (FCI 1765,2)
- 2. Luxemburg (FCI 1454,4)
- 3. Hongkong (FCI 1283,4)
- 4. Caymanöarna (FCI 1233,5)
- 5. Singapore (FCI 1216,8)
- 6. USA (FCI 1212,9)
- 7. Libanon (FCI 747,8)
- 8. Tyskland (FCI 738,3)
- 9. Jersey (FCI 591,2)
- 10. Japan (FCI 513,1)
- 11. Panama (FCI 489,6)
- 12. Malaysia (Labuan) (FCI 471,6)
- 13. Bahrain (FCI 461,1)
- 14. Bermuda (FCI 432,3)
- 15. Guernsey (FCI 419,3)
- 16. Förenade Arabemiraten (Dubai) (FCI 419,0)
- 17. Kanada (FCI 418,5)
- 18. Österrike (FCI 400,8)
- 19. Mauritius (FCI 397,8)
- 20. Brittiska Jungfruöarna (FCI 385,4)
- 21. England (FCI 361,3)
- 22. Macao (FCI 360,4)
- 23. Marshallöarna (FCI 329,6)
- 24. Sydkorea (FCI 328,7)
- 25. Ryssland (FCI 325,2)
- 26. Barbados (FCI 317,4)
- 27. Liberia (FCI 300,8)
- 28. Seychellerna (FCI 293,4)
- 29. Brasilien (FCI 283,9)
- 30. Uruguay (FCI 277,4)
- 31. Saudiarabien (FCI 274,2)
- 32. Indien (FCI 254,5)
- 33. Liechtenstein (FCI 240,9)
- 34. Isle of Man (FCI 237,2)
- 35. Bahamas (FCI 226,8]
- 36. Sydafrika (FCI 209,7)
- 37. Filippinerna (FCI 206,6)
- 38. Israel (FCI 205,9]
- 39. Nederländerna (FCI 204,9)
- 40. Belgien (FCI 199,2)
- 41. Cypern (FCI 198,9)
- 42. Dominikanska Republiken (FCI 193,7)
- 43. Frankrike (FCI 190,9)
- 44. Australien (FCI 168,1)
- 45. Vanuatu (FCI 164,9)
- 46. Costa Rica (FCI 157,6)
- 47. Irland (FCI 155.5)
- 48. Nya Zeeland (FCI 151,4)
- 49. Gibraltar (FCI 147,8)
- 50. Norge (FCI 142,7)
- 51. Guatemala (FCI 142,7)
- 52. Belize (FCI 129,8)
- 53. Lettland (FCI 128,1)
- 54. Italien (FCI 118,9)
- 55. Aruba (FCI 113,3)
- 56. Spanien (FCI 111,3)
- 57. Ghana (FCI 109,9)
- 58. Curacao (FCI 106,4)
- 59. Amerikanska Jungfruöarna (FCI 102,8)
- 60. Botswana (FCI 98,9)
- 61. Anguilla (FCI 96,7)
- 62. Saint Vincent och Grenadinerna (FCI 85,1)
- 63. Turks- och Caicosöarna (FCI 81,8)
- 64. Malta (FCI 78,0)
- 65. Saint Lucia (FCI 66,8)
- 66. Danmark (FCI 63,1]
- 67. Antigua och Barbuda (FCI 60,4)
- 68. San Marino (FCI 59,5)
- 69. Portugal (Madeira) (FCI 57.9)
- 70. Grenada (FCI 55,7)
- 71. Sverige (FCI 55,7)
- 72. Ungern (FCI 54,6)
- 73. Brunei (FCI 50,6)
- 74. Andorra (FCI 43,3)
- 75. Monaco (FCI 38,8)
- 76. Samoa (FCI 31,0)
- 77. Dominica (FCI 26,9)
- 78. Cooköarna (FCI 25,2)
- 79. Maldiverna (FCI 21,0)
- 80. St Kitts och Nevis (FCI 18,4)
- 81. Nauru (FCI 0,0)
- 82. Montserrat (FCI 0,0)